# Disputa entre um Homem e sua Alma

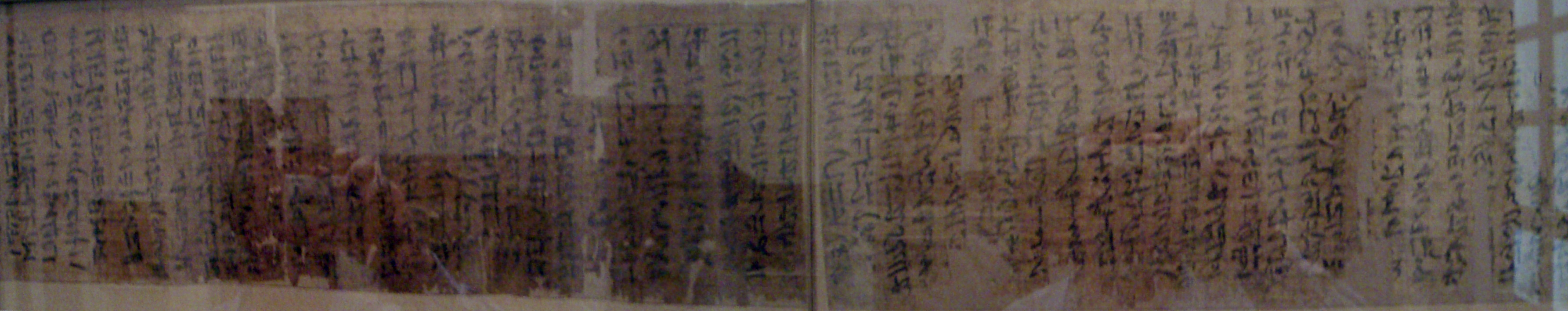
Fotos mescladas que retratam uma cópia do papiro egípcio antigo "a disputa entre um homem e sua Ba", escrito em texto hierático. Datado da época do Império Médio, provavelmente da XII dinastia.

Disputa entre um Homem e sua Alma, também conhecido como Debate entre um Homem e sua Alma ou Diálogo entre um homem e seu Ba, é um texto egípcio antigo que data do Império Médio sobre um homem profundamente infeliz com sua vida. Faz parte da chamada literatura da sabedoria e toma a forma de um diálogo entre um homem e sua ba. O início do texto está faltando, há uma série de lacunas, e a tradução do restante é difícil. A única cópia a sobreviver, composta de 155 colunas de escrita hierática, está no recto do Papyrus Berlin 3024.

## Sinopse
Após a tradução de M. Lichtheim
O homem acusa sua ba ("alma") de querer desertá-lo, de arrastá-lo à morte antes da hora. Diz que a vida é muito pesada para ele suportar, que seu coração viria a descansar no Ocidente (ou seja, a vida após a morte), seu nome iria sobreviver e seu corpo seria protegido. Ele exorta a sua ba a ser paciente e esperar por um filho a nascer para fazer as ofertas necessárias do falecido na vida após a morte. Sua ba descreve a tristeza que a morte traz e responde às queixas do homem sobre sua falta de valor, sendo cortado da humanidade e da atratividade da morte, exortando-o a abraçar a vida e promete ficar com ele.
Parece não haver nenhuma indicação no texto de que o homem está considerando tirar a própria vida, embora a interpretação de Pritchard sugira fortemente o contrário.

## Forma
Na tradução de Miriam Lichtheim o texto é apresentado como uma mistura de estilos: prosa, discurso estruturado simetricamente e poesia lírica.

## História
O papiro foi comprado pelo egiptólogo alemão Karl Richard Lepsius no Egito em 1843 e está agora no Ägyptisches Museum und Papyrussammlung pertencentes aos Museus Estatais de Berlim.
A primeira edição foi publicada durante 1859, e subsequentemente numericamente traduzida, com interpretação por vezes muito diferente.